# Armeeabteilung Samland
Die Armeeabteilung Samland war eine kurzzeitig existierende deutsche Kommandobehörde der Wehrmacht kurz vor Ende des Zweiten Weltkriegs.

## Geschichte
Die Armeeabteilung Samland, benannt nach der Halbinsel Samland in Ostpreußen, wo die Kommandobehörde auch operierte, wurde im Februar 1945 in Ostpreußen aus dem Generalkommando des XXVIII. Armeekorps aufgestellt. Das XXVIII. Armeekorps hatte bereits seit Beginn des Jahres 1945 im Samland gekämpft. Die Unterstellung erfolgte unter die Heeresgruppe Nord.
Die Armeeabteilung Samland gelang es während der Schlacht um Königsberg die Landverbindung über das Samland zum Hafen Pillau offenzuhalten. Die Armeeabteilung Samland wurde Ende März 1945 durch Truppen der sowjetischen Armee unter der Führung von Howhannes Baghramjan zerstört.
Die Armeeabteilung Samland wurde daher am 2. April 1945 wieder in das XXVIII. Armeekorps umbenannt und dem OKH zur Verfügung gesetzt.
Kommandeur der Armeeabteilung Samland war der General der Infanterie Hans Gollnick, welcher später auch Kommandierender General des erneut aufgestellten XXVIII. Armeekorps wurde. Als Chef des Stabes fungierte der spätere General der Bundeswehr, Oberst Ernst August Lassen.

## Gliederung
IX. Armeekorps mit:
- 548. Volksgrenadier-Division
- 58. Infanterie-Division
- 93. Infanterie-Division
- 95. Infanterie-Division
- Reste der ehemaligen 286. Infanterie-Division
- 551. Volksgrenadier-Division
- Festungskommandant Pillau (Divisionsstab z.b.V. 607)